# Rick D. Wasserman
Rick D. Wasserman (Kalamazoo, 17 oktober 1973) is een Amerikaans acteur en stemacteur. 

## Studie
Wasserman studeerde in 1995 met een bachelor of arts in theaterwetenschap aan de Temple University in Philadelphia (Pennsylvania). Hierna studeerde hij in 1998 met een master of fine arts in acteren aan de University of Missouri in Columbia (Missouri). 

## Filmografie

### Films
Uitgezonderd korte films.
- 2024 Watchmen: Chapter II - als Edward Blake (stem)
- 2024 Watchmen: Chapter I - als Edward Blake (stem)
- 2022 Werewolf by Night - als de Verteller (stem)
- 2022 Green Lantern: Beware My Power - als Sinestro (stem)
- 2021 Batman: The Long Halloween, Part Two - als bodyguard (stem)
- 2021 Batman: The Long Halloween - als bodyguard (stem)
- 2020 The Outside Story - als Xavier Clifton
- 2018 Constantine City of Demons: The Movie - als Mictlantecuhlu (stem)
- 2016 Batman: The Killing Joke - als Salvatore Maroni (stem)
- 2016 Justice League vs. Teen Titans - als Weather Wizard / Solomon Grundy / Atomic Skull (stemmen)
- 2016 Norm of the North - als medewerker 3 (stem)
- 2010 Cats & Dogs: The Revenge of Kitty Galore – als Rocky (stem)
- 2010 Planet Hulk – als Hulk (stem)
- 2006 Ten 'til Noon – als Larry Taylor

### Televisieseries
Uitgezonderd eenmalige gastrollen.
- 2022 Danger Force - als Gas Clown (stem) - 3 afl.
- 2021 The Flash - als gevangene Godspeed (stem) - 3 afl.
- 2020 Lego City Adventures - als stem - 2 afl.
- 2016 Avengers Assemble - als technici (stem) - 2 afl.
- 2010 – 2012 The Avengers: Earth's Mightiest Heroes – als diverse stemmen – 38 afl. (animatieserie)
- 2012 Hero Factory – als Voltix – 2 afl.
- 2011 Supah Ninjas – als Checkmate / Nicholias Spaski – 2 afl.
- 2010 Black Panther – als diverse stemmen – 5 afl. (animatieserie)
- 2004 The District – als Ethan Brody – 2 afl.
- 2003 24 – als Alex Hewitt – 2 afl.

### Computerspellen
Selectie:
- 2025 Avowed - als stem
- 2020 The Last of Us Part II - als stem
- 2018 Artifact - als The Brass Herald
- 2018 Call of Duty: Black Ops 4 - als diverse stemmen
- 2016 Titanfall 2 - als Scorch Titan
- 2016 Mafia III - als stem
- 2016 World of Warcraft: Legion - als Sargeras
- 2015 StarCraft II: Legacy of the Void - als Amon
- 2015 Call of Duty: Black Ops III - als stem
- 2015 Halo 5: Guardians - als stem
- 2015 Batman: Arkham Knight - als diverse stem
- 2014 Diablo III: Reaper of Souls - als Imperius
- 2013 Batman: Arkham Origins - als Bodyguard / maffialid / Enforcers
- 2013 Skylanders: SWAP Force - als Rufus
- 2012 Lollipop Chainsaw – als Lewis
- 2012 Diablo III – als Imperius
- 2011 Saints Row: The Third – als Eddie Pryor
- 2011 Batman: Arkham City – als Clayface
- 2011 Gears of War 3 – als Michael Barrick
- 2011 Dragon Age II – als Arishok
- 2010 StarCraft II: Wings of Liberty – als diverse stemmen
- 2010 BioShock 2 – als Brute Splicers
- 2009 Brütal Legend – als diverse stemmen